# 北金冈站

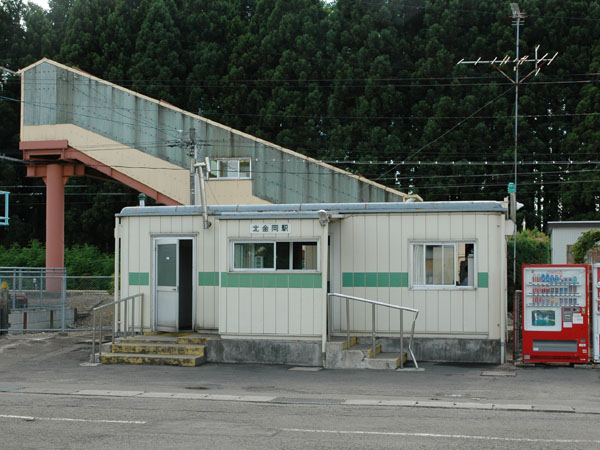
舊站房（2004年8月）

北金冈站（日语：／ Kita-Kanaoka eki */?）是位於秋田县山本郡三种町，屬於东日本旅客铁道（JR東日本）奧羽本線的鐵路車站。

## 历史
- 1944年6月1日 - 作为国铁金冈信号场投入运营[1]。
- 1952年2月25日 - 升级为车站，北金冈站开业[1]。
- 1972年5月1日 - 简易委托化[2]。
- 1987年4月1日 - 国铁分割民营化后成为JR东日本车站。
- 2005年5月1日 - 使用人数减少，无人化。
- 2006年4月 - 新站房投入使用[1]。

## 車站結構
本站為側式月台2面2線的地面車站。各月台之间透過跨线桥连结。本站是由東能代站管理的无人站。

### 站台配置
临近站房的为1号站台。
| 站台 | 路线      | 方向 | 目的地           |
| ---- | --------- | ---- | ---------------- |
| 1    | ■奥羽本线 | 上行 | 秋田、大曲方向   |
| 2    | ■奥羽本线 | 下行 | 東能代、弘前方向 |

## 相鄰車站
東日本旅客鐵道
■奥羽本線
□快速
通过
■普通
森岳－北金冈－東能代